# Podeřiště
Podeřiště je malá vesnice, část obce Malovice v okrese Prachatice v Jihočeském kraji. Nachází se asi dva kilometry jižně od Malovic, rozložena nedaleko levého břehu Bezdrevského potoka. Osu vesnice tvoří silnice II/122. Je zde evidováno 42 adres. V roce 2011 zde trvale žilo 108 obyvatel.
Podeřiště je také název katastrálního území o rozloze 3,72 km².

## Historie
První písemná zmínka o vesnici pochází z roku 1300.
Roku 1856 se tu narodil a následně tu působil statkář a politik Václav Dvořák, poslanec zemského sněmu a Říšské rady.

## Obyvatelstvo
| Rok            | 1869 | 1880 | 1890 | 1900 | 1910 | 1921 | 1930 | 1950 | 1961 | 1970 | 1980 | 1991 | 2001 | 2011 | 2021 |
| -------------- | ---- | ---- | ---- | ---- | ---- | ---- | ---- | ---- | ---- | ---- | ---- | ---- | ---- | ---- | ---- |
| Počet obyvatel | 202  | 216  | 191  | 178  | 206  | 235  | 202  | 131  | 110  | 96   | 112  | 86   | 79   | 108  | 105  |
| Počet domů     | 32   | 34   | 32   | 31   | 33   | 33   | 33   | 37   | 26   | 29   | 32   | 37   | 38   | 41   | 42   |

## Obecní správa
Při sčítání lidu v letech 1850–1963 Podeřiště bylo samostatnou obcí, se kterým patřilo nejprve do okresu Budějovice, ale v letech 1880–1930 v okrese Prachatice a v roce 1950 v okrese Vodňany. Od roku 1964 je částí obce Malovice v okrese Prachatice. V letech 1850–1882 k obci patřila Lékařova Lhota.

## Pamětihodnosti
- Kaple Panny Marie Růžencové (1790), na návsi
- Kaple, směr Hláska (u odbočky k hradu)
- Kaplička, směr Dívčice
- Boží muka, směr Netolice při čp. 40
- Usedlost čp. 16
- Zaniklý hrad Poděhusy, archeologické stopy